# Майкл Конлен
Майкл Конлен  (англ. Michael Conlan, 19 листопада 1991) — ірландський боксер-професіонал напівлегкої та другої легшої ваги, олімпійський медаліст. Чемпіон світу та Європи 2015 року серед аматорів.

## Аматорська кар'єра

### Олімпійські ігри 2012
(до 52 кг)
- 1/8 фіналу. Переміг Дюка Мічана (Гана) — 19-8
- 1/4 фіналу. Переміг Нордіна Убаалі (Франція) — 22-18
- 1/2 фіналу. Програв Робейсі Раміресу (Куба) — 10-20

### Чемпіонат Європи 2013
(до 52 кг)
- 1/8 фіналу. Переміг Нарека Абгаряна (Вірменія) — 3-0
- 1/4 фіналу. Переміг Сергія Лобана (Білорусь) — TKO 2
- 1/2 фіналу. Переміг Овіка Оганнісяна (Росія) — 2-1
- Фінал. Програв Ендрю Селбі (Уельс) — 1-2

### Чемпіонат світу 2013
(до 52 кг)
- 1/16 фіналу. Переміг Крістіан Наді (Угорщина) — 3-0
- 1/8 фіналу. Переміг Браяна Гонсалеса (Мексика) — 3-0
- 1/4 фіналу. Програв Володимиру Нікітіну (Росія) — 0-3

### Ігри Співдружності 2014
(до 56 кг)
- 1/16 фіналу. Переміг Метью Мартина (Науру) — 3-0
- 1/8 фіналу. Переміг Шива Тапа (Індія) — 3-0
- 1/4 фіналу. Переміг Башира Насира (Уганда) — 3-0
- 1/2 фіналу. Переміг Шона Макголдрика (Уельс) — 3-0
- Фінал. Переміг Кайс Ашфак (Англія) — 3-0

### Чемпіонат Європи 2015
(до 56 кг)
- 1/8 фіналу. Переміг Ентоні Брета (Франція) — 3-0
- 1/4 фіналу. Переміг Фредріка Єнсена (Данія) — 3-0
- 1/2 фіналу. Переміг Франческо Маєтта (Італія) — 3-0
- Фінал. Переміг Кайс Ашфак (Велика Британія) — 3-0

### Чемпіонат світу 2015
(до 56 кг)
- 1/8 фіналу. Переміг Робенілсона де Хесус (Бразилія) — 2-0
- 1/4 фіналу. Переміг Тайфура Алієва (Азербайджан) — 3-0
- 1/2 фіналу. Переміг Дмитра Асанова (Білорусь) — 3-0
- Фінал. Переміг Муроджона Ахмадалієва (Узбекистан) — 3-0

### Олімпійські ігри 2016
(до 56 кг)
- 1/8 фіналу. Переміг Арама Авагяна (Вірменія) — 3-0
- 1/4 фіналу. Програв Володимиру Нікітіну (Росія) — 1-2

## Професіональна кар'єра
17 березня 2017 року провів свій дебютний поєдинок у професійному боксі, у якому нокаутом переміг американця Тіма Ібарра . 
22 грудня 2018 року переміг британця Джейсона Канінгема і завоював вакантний інтерконтинентальний титул WBO у напівлегкій вазі. 
3 серпня 2019 року, перемігши аргентинця Дієго Руїза, додав вакантний інтерконтинентальний титул WBA. 
14 грудня 2019 року відбувся бій-реванш між суперниками по Олімпіаді 2016 Майклом Конленом і росіянином Володимиром Нікітіним. На профірингу переконливу перемогу за очками здобув ірландець.
30 квітня 2021 року завоював вакантний інтернаціональний титул WBO у другій легшій вазі.
12 березня 2022 року в бою за титул WBA World у напівлегкій вазі програв нокаутом британцю Лі Вуду, зазнавши першої поразки. Нокаут у цьому поєдинку був визнаний нокаутом 2022 року за версією журналу «Ринг».
27 травня 2023 року вийшов на бій проти чемпіона світу за версією IBF в напівлегкій вазі мексиканця Луїса Альберто Лопеса і зазнав поразки нокаутом у п'ятому раунді.
2 грудня 2023 року в бою за вакантний титул інтернаціонального чемпіона WBA у другій напівлегкій вазі зазнав чергової невдачі, програвши нокаутом у сьомому раунді ексчемпіону Європи за версією EBU у напівлегкій вазі Джордану Гіллу (Велика Британія).

## Таблиця боїв
| 18 Перемог (9 нокаутом, 9 за рішенням суддів), 3 Поразки (3 нокаутом, 0 за рішенням суддів) |        |                       |        |               |                 |                                          | |
| Результат                                                                                   | Рекорд | Суперник              | Спосіб | Раунд, час    | Дата            | Місце проведення                         | Примітки |
| Поразка                                                                                     | 18-3   | Джордан Гілл          | TKO    | 7 (12)        | 2 грудня 2023   | The SSE Arena (Odyssey Arena), Белфаст   | Бій за вакантний титул WBA International в другій напівлегкій вазі                                                                          |
| Поразка                                                                                     | 18-2   | Луїс Альберто Лопес   | KO     | 5 (12)        | 27 травня 2023  | The SSE Arena (Odyssey Arena), Белфаст   | Бій за титул чемпіона світу за версією IBF в напівлегкій вазі                                                                               |
| Перемога                                                                                    | 18-1   | Карім Герфі           | TKO    | 1 (12)        | 10 грудня 2022  | The SSE Arena (Odyssey Arena), Белфаст   | |
| Перемога                                                                                    | 17-1   | Мігель Марріага       | UD     | 10            | 6 серпня 2022   | The SSE Arena (Odyssey Arena), Белфаст   | |
| Поразка                                                                                     | 16-1   | Лі Вуд                | TKO    | 12 (12), 1:25 | 12 березня 2022 | Motorpoint Arena, Ноттінгем              | Бій за титул чемпіона WBA (Regular) в напівлегкій вазі.                                                                                     |
| Перемога                                                                                    | 16-0   | Ті Джей Дохені        | UD     | 12            | 6 серпня 2021   | Falls Park, Белфаст                      | Виграв вакантний титул тимчасового чемпіона WBA в напівлегкій вазі.                                                                         |
| Перемога                                                                                    | 15-0   | Йонут Белуте          | MD     | 12            | 30 квітня 2021  | York Hall, Лондон                        | Виграв титул чемпіона WBO International в другій легшій вазі.                                                                               |
| Перемога                                                                                    | 14-0   | Софьян Такучт         | TKO    | 10 (10), 1:54 | 15 серпня 2020  | York Hall, Лондон                        | |
| Перемога                                                                                    | 13-0   | Володимир Нікітін     | UD     | 10            | 14 грудня 2019  | Медісон-сквер-гарден, Нью-Йорк           | Захистив титул чемпіона WBO Inter-Continental в напівлегкій вазі.                                                                           |
| Перемога                                                                                    | 12-0   | Дієго Аьберто Руїс    | TKO    | 9             | 3 серпня 2019   | Falls Park , Белфаст                     | Захистив титул чемпіона WBO Inter-Continental в напівлегкій вазі. Виграв вакантний титул чемпіона WBA Inter-Continental в напівлегкій вазі. |
| Перемога                                                                                    | 11-0   | Рубен Гарсія Ернандес | UD     | 10            | 17 березня 2019 | Медісон-сквер-гарден, Нью-Йорк           | Захистив титул чемпіона WBO Inter-Continental в напівлегкій вазі.                                                                           |
| Перемога                                                                                    | 10-0   | Джейсон Каннінгем     | UD     | 10            | 20 грудня 2018  | Manchester Arena, Манчестер              | Виграв вакантний титул чемпіона WBO Inter-Continental в напівлегкій вазі.                                                                   |
| Перемога                                                                                    | 9-0    | Нікола Чіполлетта     | TKO    | 7             | 20 жовтня 2018  | Park Theater, Лас-Вегас                  | |
| Перемога                                                                                    | 8-0    | Адейлсон Дос Сантос   | UD     | 8             | 30 червня 2018  | SSE Arena, Белфаст                       | |
| Перемога                                                                                    | 7-0    | Ігон Ларрінага        | UD     | 8             | 12 травня 2018  | Медісон-сквер-гарден, Нью-Йорк           | |
| Перемога                                                                                    | 6-0    | Давід Барна           | TKO    | 2 (8), 1:00   | 17 березня 2018 | Медісон-сквер-гарден, Нью-Йорк           | |
| Перемога                                                                                    | 5-0    | Луіс Фернандо Моліна  | UD     | 6 (6)         | 9 грудня 2017   | Медісон-сквер-гарден, Нью-Йорк           | |
| Перемога                                                                                    | 4-0    | Кенні Гузман          | KO     | 2 (6), 2:59   | 22 вересня 2017 | Tucson Convention Center, Тусон, Аризона | |
| Перемога                                                                                    | 3-0    | Джарретт Овен         | TKO    | 3 (6), 1:56   | 2 липня 2017    | Lang Park, Брисбен                       | |
| Перемога                                                                                    | 2-0    | Альфредо Ченез        | TKO    | 3 (6), 2:59   | 26 травня 2017  | UIC Pavilion, Чикаго, Іллінойс           | |
| Перемога                                                                                    | 1-0    | Тім Ібарра            | TKO    | 3 (6), 0:59   | 17 березня 2017 | Медісон-сквер-гарден, Нью-Йорк           | |

## Зовнішні посилання
- Досьє на sport.references.com [Архівовано 13 грудня 2012 у Wayback Machine.]
- Майкл Конлен(англ.) — статистика професійних боїв на сайті BoxRec